# Tetratheca harperi
Tetratheca harperi är en tvåhjärtbladig växtart som beskrevs av F. Müll.. Tetratheca harperi ingår i släktet Tetratheca och familjen Elaeocarpaceae. Inga underarter finns listade i Catalogue of Life.